# Utne
Utne è un villaggio nella municipalità di Ullensvang dell'Hardanger norvegese.